# Rai Sport
Rai Sport est une chaîne de télévision sportive italienne lancée sur le réseau satellite en 1999, et qui diffuse également sur le réseau numérique terrestre. Elle fait partie du groupe italien Rai. Le 5 février 2017, elle fusionne avec Rai Sport 2.

## Historique
Rai Sport 1 est créée en 1999 sous le nom Rai Sport Satellite. Le 10 mai 2008, elle change d'identité et devient Rai Sport Più et Rai Sport + en 2009. Le 18 mai 2010, avec le lancement d'une deuxième chaîne sportive Rai Sport 2, elle prend le nom de Rai Sport 1. Pour s'harmoniser avec l'ensemble des autres chaînes du Groupe Rai, elle change aussi de logotype. Le 5 février 2017, les deux chaînes sportives sont fusionnées et n'existe plus que Rai Sport, SD et HD.